# Gustav Kempf
Gustav Kempf (* 8. Januar 1890 in Göggingen, Baden; † 25. Mai 1972 ebenda) war ein deutscher katholischer Geistlicher.

## Werdegang
Gustav Kempf kam als Sohn des Landwirts Valerian Kempf (1841–1918) und dessen Ehefrau Barbara (Babette), geb. Haberbosch, (1848–1927) zur Welt. Sein Vater war von 1893 bis 1912 Bürgermeister von Göggingen. Er besuchte die Volksschule seines Heimatdorfes und ab 1900 die Bürgerschule in Meßkirch. 1904 wechselte er als Zögling im Gymnasialkonvikt Konradihaus an das Gymnasium Konstanz, wo er 1910 das Abitur ablegte.
Anschließend studierte er katholische Theologie in Freiburg und besuchte das Priesterseminar in St. Peter/Schwarzwald. Am 7. Juli 1914 empfing er durch den Freiburger Erzbischof Thomas Nörber die Priesterweihe. In den folgenden Jahren war er an verschiedenen Orten als Seelsorger tätig. Ab 1923 war er als hauptamtlicher Religionslehrer tätig, zunächst am Realgymnasium in Ettlingen, wo er 1927 zum Professor ernannt wurde. 1933 wurde er an das Schlossgymnasium in Bruchsal versetzt, in den Jahren 1937/38 unterrichtete er an der Zeppelinschule in Konstanz und von 1938 bis 1953 am Grimmelshausen-Gymnasium in Offenburg. Ab 1945 war er nebenamtlicher, von 1953 bis 1958 hauptamtlicher Leiter des Mädchengymnasiums Unsere Liebe Frau und Klosterpfarrer des gleichnamigen Frauenklosters in Offenburg. Seinen Ruhestand verbrachte er in seinem Heimatdorf.
In Nachfolge von Paul Körbe war er von 1930 bis 1937 Redakteur des St. Konradskalenders. Einige seiner Beiträge veröffentlichte er unter dem Pseudonym Wolfgang Goldin.

## Schriften
- Das Gögginger Dorfbuch: für seine Heimat geschrieben, Göggingen (Gemeinde Göggingen), 1971.

## Ehrungen
- 1945: Erzbischöflicher Geistlicher Rat
- 1964: Ehrenbürger von Göggingen: Gemäß Beschluss des Gemeinderats vom 22. Januar 1964 erhielt Kempf am 19. Juli 1964 anlässlich seines goldenen Priesterjubiläums die Ehrenbürgerwürde.[1]
- 1964: Verdienstkreuz 1. Klasse der Bundesrepublik Deutschland
- 2012: Anlässlich seines 40. Todestags wurde im Jahre 2012 zum Gedenken an den ersten Gögginger Ehrenbürger Gustav Kempf in Göggingen der Gustav-Kempf-Weg angelegt.
- 2022: Zum 50. Todesjahr wurde von der Historikerin Carmen Ziwes in einem Vortrag Leben und Werk von Kempf beschrieben.